# Несприятлива реакція на ліки
Несприятлива реакція на ліки (ADR, adverse drug reaction, англ.) — шкідливий, ненавмисний результат, спричинений прийомом ліків. Несприятливі реакції можуть виникнути після одноразової дози або тривалого введення лікарського засобу (ЛЗ) або можуть бути наслідком дії комбінації двох або більше ЛЗ. Значення цього терміну відрізняється від терміна «побічна дія» («side effect» англ.), оскільки побічні ефекти можуть бути як корисними, так і шкідливими. Вивчення несприятливих реакцій є проблемою галузі медицини, відомої як фармаконагляд. Несприятлива подія (НП) відноситься до будь-якої несподіваної та невідповідної події під час застосування ЛЗ, незалежно від того, пов'язана ця подія з прийомом ЛЗ чи ні. Несприятливі реакції на ліки — це особливий тип несприятливих подій, при якому можна виявити причинно-наслідковий зв'язок між подією та прийомом ліків. Несприятливі реакції є лише одним із видів шкоди, пов'язаної з прийомом ліків. Інший тип шкоди, пов'язаної з прийомом ліків, включає неприйняття призначених ліків, відомий як недотримання рекомендацій. Недотримання рекомендацій з прийому ЛЗ може призвести до смерті та інших негативних наслідків. Несприятливі реакції вимагають застосування відповідного лікування.

## Класифікація

### Традиційна
- Тип A: посилені фармакологічні ефекти, які є дозозалежними та передбачуваними[4]

Реакції типу А, які складають приблизно 80 % несприятливих реакцій на лікарські засоби, зазвичай є наслідком основного фармакологічного ефекту ліків (наприклад, кровотеча при застосуванні антикоагулянту варфарину) або низького терапевтичного індексу лікарського засобу (наприклад, нудота від дигоксину), і тому вони передбачувані. Такі реакції залежать від дози і зазвичай є легкими, хоча можуть бути і серйозними або навіть летальними (наприклад, внутрішньочерепний крововилив від варфарину). Такі реакції зазвичай викликані невідповідним дозуванням, особливо коли порушено виведення ЛЗ з організму. До незначних реакцій типу А можна застосовувати термін «побічні ефекти».
- Тип B: реакції типу B не залежать від дози та не передбачувані, тому їх можна назвати ідіосинкразичними.[4] Ці реакції можуть бути зумовлені певними факторами всередині організму або навколишнього середовища.[6]

Типи A і B були запропоновані в 1970-х роках, пізніше були запропоновані інші типи, коли перших двох виявилося недостатньо для класифікації несприятливих реакцій на ліки.
Інші типи несприятливих реакцій на лікарські засоби: тип C, тип D, тип E і тип F. Тип C був класифікований для хронічних несприятливих реакцій на лікарські засоби, тип D для відстрочених несприятливих реакцій на лікарські засоби, тип E для несприятливих реакцій відміни лікарських засобів і Тип F для неефективності терапії як несприятливої реакції на ліки. Несприятливі реакції на лікарські засоби також можна класифікувати за категоріями залежності від часу, дози та чутливості, які разом називаються класифікацією DoTS.

### Важкість
Управління з продовольства і медикаментів США визначає серйозну несприятливу подію як таку, коли результат для пацієнта є одним із наступних:
- Смерть
- Загроза для життя
- Госпіталізація (початкова або тривала)
- Інвалідність — значні, стійкі або постійні зміни, порушення, пошкодження або порушення функції/структури тіла пацієнта, фізичної активності або якості життя.
- Вроджена аномалія
- Необхідність втручання, щоб запобігти постійному погіршенню чи пошкодженню функцій або структур організму

Серйозність — це міра інтенсивності несприятливої події. Терміни «важкий» (severe) і «серйозний» (serious) у застосуванні до несприятливих подій технічно дуже відрізняються. Їх легко сплутати, але не можна використовувати як взаємозамінні, вимагаючи обережності у використанні. Серйозність зазвичай вказує на результат (інвалідність, віддалені наслідки та смерть).
У випадку несприятливих реакцій на лікарський засіб її серйозність є важливою для звітування.

## Локалізація
Деякі очні антигіпертензивні засоби викликають системні ефекти, хоча вони вводяться місцево у вигляді очних крапель, оскільки частина діючої речовини потрапляє в системний кровотік.

## Механізми

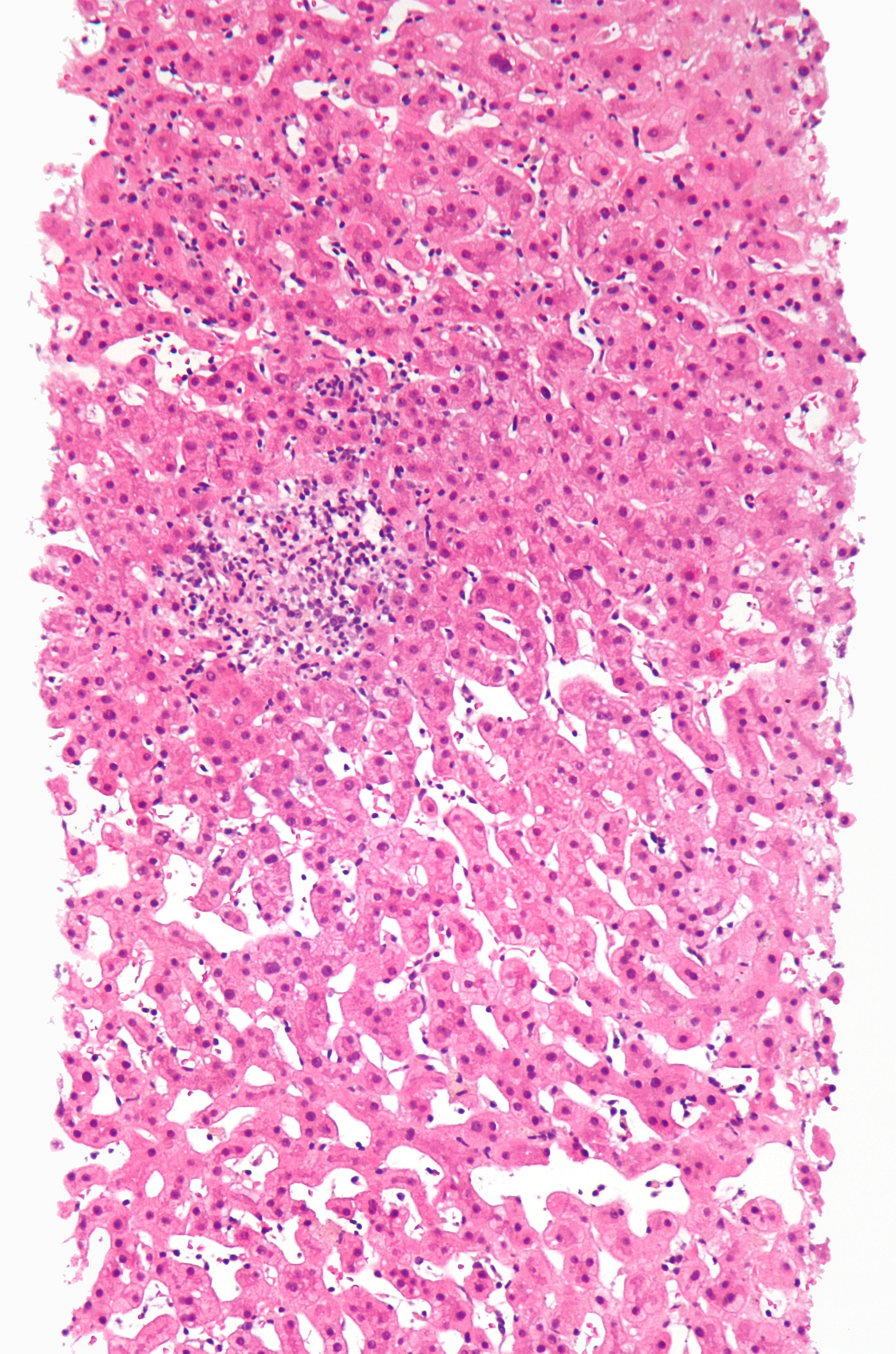
Несприятлива реакція на лікарський засіб, що призводить до гепатиту (медикаментозного гепатиту) з гранульомами. Інші причини були виключені під час ретельного дослідження. Біопсія печінки. Фарбування Г-Е

### Аномальна фармакокінетика

#### Супутні захворювання
Різні захворювання, особливо ті, що викликають ниркову або печінкову недостатність, можуть змінити метаболізм ліків. Доступні інформаційні ресурси, які повідомляють про зміни в метаболізмі ліків через хворобливі стани.
Система MATCH-D попереджає, що люди з деменцією частіше потерпають від несприятливих наслідків і менш імовірно, що вони зможуть достовірно повідомляти про симптоми.

#### Генетичні фактори
Фармакогеноміка вивчає, як гени можуть передбачати потенційні несприятливі реакції на ліки. Однак фармакогеноміка не обмежується несприятливими подіями (будь-якого типу), але також вивчає, як гени можуть впливати на інші реакції на ліки, наприклад, низький/відсутній ефект або очікувані/нормальні реакції (особливо на основі метаболізму ліків).
Аномальний метаболізм ліків може бути наслідком успадкованих факторів фази I окислення або фази II кон'югації.

##### Реакції І фази
Реакції І фази включають метаболізм за допомогою цитохрому Р450. Пацієнти мають аномальний метаболізм, опосередкований цитохромом P450 через успадкування аномальних алелів або через взаємодію з лікарськими засобами. Доступні таблиці для перевірки взаємодії лікарських засобів через взаємодію з P450.
Успадкування аномальної бутирилхолінестерази (псевдохолінестерази) може впливати на метаболізм таких препаратів, як сукцинілхолін.

##### Реакції II фази
Успадкування аномальної N -ацетилтрансферази, що кон'югує деякі ліки для полегшення їх виведення, може впливати на метаболізм таких ліків, як ізоніазид, гідралазин і прокаїнамід.
Успадкування аномальної тіопурин- S -метилтрансферази може впливати на метаболізм тіопуринових препаратів меркаптопурину та азатіоприну.

##### Зв'язування з білками
Взаємодії зв'язування з білками зазвичай тимчасові та помірні, доки не буде досягнуто нового рівноважного стану. Це стосується в основному препаратів без особливого метаболізму першого проходження через печінку. Основними білками плазми для зв'язування ліків є:
1. альбумін
2. α1-кислий глікопротеїн
3. ліпопротеїнів

Деякі лікарські взаємодії з варфарином зумовлені змінами зв'язування з білками.

### Взаємодії ліків
Ризик взаємодій ліків підвищується при поліпрагмазії, особливо у літніх людей.

#### Адитивні ефекти ліків
Два або більше препаратів, які діють через один механізм в організмі, можуть мати додаткові токсичні або несприятливі ефекти. Одним із прикладів цього є прийом кількох ліків, що подовжують інтервал QT, таких як антиаритмічні засоби, такі як соталол, і деякі макролідні антибіотики, такі як системний азитроміцин. Іншим прикладом адитивних ефектів при несприятливих реакціях на ліки є токсичність серотоніну (серотоніновий синдром). Комбінування ліків, що викликають підвищення рівня серотоніну, може спричинити серотонінову токсичність (хоча у деяких випадках навіть терапевтичні дози одного препарату, що підвищує рівень серотоніну, можуть спричинити серотонінову токсичність). Ліки, які можуть сприяти токсичності серотоніну, включають інгібітори МАО, СИОЗС і трициклічні антидепресанти .

#### Змінений обмін речовин
Деякі ліки можуть або інгібувати, або індукувати ключові ферменти, що метаболізують ліки, або транспортери ліків, які в поєднанні з іншими ліками, які використовують ті самі білки, можуть призвести до токсичних або субтерапевтичних несприятливих ефектів. Одним із прикладів цього є пацієнт, який приймає інгібітор цитохрому P450 3A4 (CYP3A4), такий як антибіотик кларитроміцин, а також інший препарат, який метаболізується CYP3A4, такий як антикоагулянт апіксабан, що призводить до підвищення концентрації апіксабану в крові та підвищеного ризику серйозних кровотеч. Крім того, кларитроміцин є інгібітором ефлюксної помпи глікопротеїну проникненості (P-gp), який при застосуванні з апіксабаном (субстратом для P-gp) призведе до посиленого всмоктування апіксабану, що призведе до тих самих побічних ефектів, що й при інгібуванні CYP3A4.

## Оцінка причинності
Оцінка причинно-наслідкового зв'язку використовується для визначення ймовірності того, що препарат дійсно спричинив підозрювану несприятливу реакцію. Існує ряд різних методів, які використовуються для визначення причинно-наслідкового зв'язку, включаючи алгоритм Наранхо, алгоритм Венуле та критерії оцінки терміну причинності ВООЗ. Кожен із них має плюси та мінуси, пов'язані з їх використанням, і для застосування більшості з них потрібен певний рівень експертної оцінки. Несприятливі реакції не слід позначати як «певні», якщо вони не слабшають при використанні протоколу «виклик-відклик-повторний виклик» (зупинка та повторний запуск підозрілого агента). Хронологія початку підозрюваної несприятливої реакції є важливою, оскільки причиною може бути залучена інша речовина чи фактор. Ліки, що призначаються разом, і основні психіатричні захворювання можуть бути чинниками несприятливої реакції.
Встановлення причинно-наслідкового зв'язку для конкретного агента часто виявляється складним, якщо несприятливу подію виявлено не під час клінічного дослідження або не використовуються великі бази даних. Обидва методи мають труднощі і можуть бути пов'язані з помилками. Навіть у клінічних дослідженнях деякі несприятливі реакції можуть бути пропущені, оскільки потрібна велика кількість досліджуваних осіб, щоб виявити певну несприятливу реакцію на ліки, особливо для рідкісних несприятливих реакцій. Психіатричні несприятливі реакції часто пропускаються, оскільки вони групуються разом в анкетах, які використовуються для оцінки населення.

## Контрольні органи
У багатьох країнах є офіційні органи, які контролюють безпеку і реакції на ліки. На міжнародному рівні ВООЗ керує Центром моніторингу в Упсалі. Європейський Союз керує Європейським агентством з лікарських засобів (EMA). У США Управління з продовольства і медикаментів (FDA) відповідає за моніторинг постмаркетингових досліджень. FDA має систему звітності під назвою «Система звітності про несприятливі події FDA», де люди можуть повідомляти про несприятливі події, пов'язані з прийомом лікарських засобів. Медичні працівники, споживачі та фармацевтична промисловість можуть надсилати інформацію до цієї системи. За нагляд за медичною продукцією, що продається в Канаді, відповідає відділення охорони здоров'я Канади під назвою Канадська програма пильності. У цій програмі можуть звітувати як медичні працівники, так і споживачі. В Австралії Управління терапевтичних товарів (TGA) проводить постмаркетинговий моніторинг терапевтичних продуктів. У Великобританії в 1964 році була створена система моніторингу під назвою «Схема жовтої картки» Схема жовтої картки була створена для спостереження за ліками та іншими товарами для здоров'я.

## Епідеміологія
Дослідження, проведене Агентством з досліджень та якості охорони здоров'я (AHRQ), показало, що в 2011 році седативні та снодійні засоби були основним джерелом несприятливих ефектів, які спостерігалися в умовах лікарень. Приблизно 2,8 % усіх НП, наявних під час госпіталізації, і 4,4 % НП, що виникли під час перебування в лікарні, були спричинені седативними або снодійними препаратами. Друге дослідження, проведене AHRQ, показало, що в 2011 році найпоширенішими конкретно визначеними причинами несприятливих ефектів, які виникли під час перебування в лікарні в США, були стероїди, антибіотики, опіати/наркотики та антикоагулянти. Пацієнти, які отримували лікування в клінічних (університетських) лікарнях, мали вищі показники НП, що включали антибіотики та опіати/наркотики, порівняно з тими, хто лікувався в міських лікарнях. Ті, хто лікувався в приватних некомерційних лікарнях, мали вищі показники більшості НП порівняно з пацієнтами, які лікувалися в державних або приватних, комерційних лікарнях.
Шкода здоров'ю, пов'язана з прийомом ліків, є поширеним явищем після виписки з лікарні у літніх людей, але методологічні невідповідності між дослідженнями та брак даних про фактори ризику обмежують чітке розуміння епідеміології цього явища. Існував широкий діапазон захворюваності, від 0,4 % до 51,2 % учасників, і від 35 % до 59 %, коли шкоди можна було запобігти. Частота шкоди здоров'ю, пов'язаної з прийомом ліків, протягом 30 днів після виписки становила від 167 до 500 випадків на 1000 виписаних осіб (17–51 % осіб).
У США у 2011 році у жінок був вищий рівень несприятливих реакцій, пов'язаних із застосуванням опіатів і наркотиків, ніж у чоловіків, у той час як у пацієнтів чоловічої статі був вищий рівень несприятливих подій, пов'язаних антикоагулянтами. Майже 8 із 1000 дорослих у віці 65 років і старше зазнали одного з чотирьох найпоширеніших несприятливих реакцій на ліки (стероїди, антибіотики, опіати/наркотики та антикоагулянти) під час госпіталізації. Дослідження показало, що 48 % пацієнтів мали несприятливу реакцію принаймні на один препарат, і участь фармацевта допомагає їх виявити.
У 2012 році компанія McKinsey & Company дійшла висновку, що вартість 50-100 мільйонів несприятливих ефектів, пов'язаних з помилками, які можна було б запобігти, може бути 18–115 мільярдів доларів США.
У статті, опублікованій у Журналі Американської медичної асоціації (JAMA) у 2016 році, повідомлялося про статистику несприятливих подій, отриманих у відділеннях невідкладної допомоги США у 2013—2014 роках. Згідно з цією статтею, оціночна поширеність несприятливих подій, які були представлені у відділенні невідкладної допомоги, становила 4 випадки на кожні 1000 осіб. У цій статті повідомлялося, що 57,1 % цих несприятливих подій, у відділеннях невідкладної допомоги, були у жінок. Крім того, з усіх задокументованих у цій статті несприятливих подій, 17,6 % були викликані антикоагулянтами, 16,1 % — антибіотиками та 13,3 % — протидіабетичними засобами.